# Campaña presidencial de Hillary Clinton de 2016
La campaña presidencial de 2016 de Hillary Clinton fue anunciada a través de un video en Youtube, el 12 de abril de 2015. Hillary Clinton fue la 67° Secretaria de Estado durante el primer mandato de la administración Obama, de 2009 a 2013. Fue previamente Senadora de los Estados Unidos por Nueva York, de 2001 a 2009, y como esposa del expresidente Bill Clinton, fue primera dama de los Estados Unidos de 1993 a 2001. Luego de su participación en las primarias demócratas de 2008, su candidatura en las elecciones de 2016 fue su segundo intento por la presidencia.
El principal rival de Clinton en las elecciones primarias demócratas de 2016 por la nominación demócrata fue el senador Bernie Sanders. Recibió el mayor apoyo de votantes de mediana edad y mayores, y de votantes negros, latinos y mujeres mayores. Enfocó su plataforma en varios temas, incluida la expansión de los derechos raciales, LGBT y de las mujeres, el aumento de los salarios y la garantía de igualdad salarial para las mujeres, y la mejora de la atención médica.
La Associated Press declaró a Clinton como virtual nominada tras alcanzar la cantidad necesaria de delegados, incluyendo tanto a delegados comprometidos como a superdelegados el 6 de junio de 2016. Sanders respaldó la campaña de Clinton a la presidencia el 12 de julio. Clinton anunció que el senador de Virginia, Tim Kaine, la acompañaría en la fórmula como su candidato a vicepresidente el 22 de julio. Clinton y Kaine fueron nominados oficialmente en la Convención Nacional Demócrata el 26 de julio.
Clinton concedió la derrota en las elecciones presidenciales de 2016 ante el republicano Donald Trump el 9 de noviembre después de que los medios de comunicación declararan que Trump había superado el umbral de 270 votos del colegio electoral requerido para ganar las elecciones y poner fin a la campaña. Si Clinton hubiera sido elegida, habría sido la primera mujer y la primera esposa de un presidente de los Estados Unidos (Bill Clinton) en ganar ella misma la presidencia. Bill Clinton también se habría convertido en el primer caballero de Estados Unidos.

## Antecedentes

### Postulación presidencial de 2008

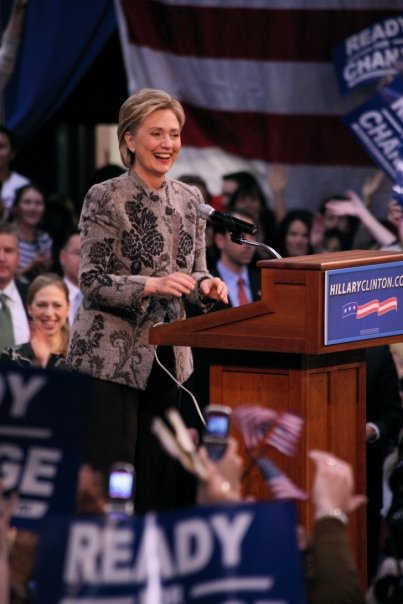
Clinton después de ganar la primaria de Nueva Hampshire durante su primera carrera presidencial

Clinton anunció su decisión de postular en las elecciones presidenciales de 2008 el 20 de enero de 2007. A inicios de la contienda, era considerada como la favorita en el Partido Demócrata, y activamente buscó la nominación de su partido. Clinton llevaba la delantera en las encuestas, hasta que el senador de Illinois, Barack Obama empezó a aventajarla luego de las primarias en Carolina del Sur. En la prolongada batalla de primarias que siguió a ello, recibió más de 18 millones de votos, aunque Clinton perdería la nominación frente a Obama. Obama ganó la elección general contra el senador republicano por Arizona, John McCain, el 4 de noviembre de 2008.

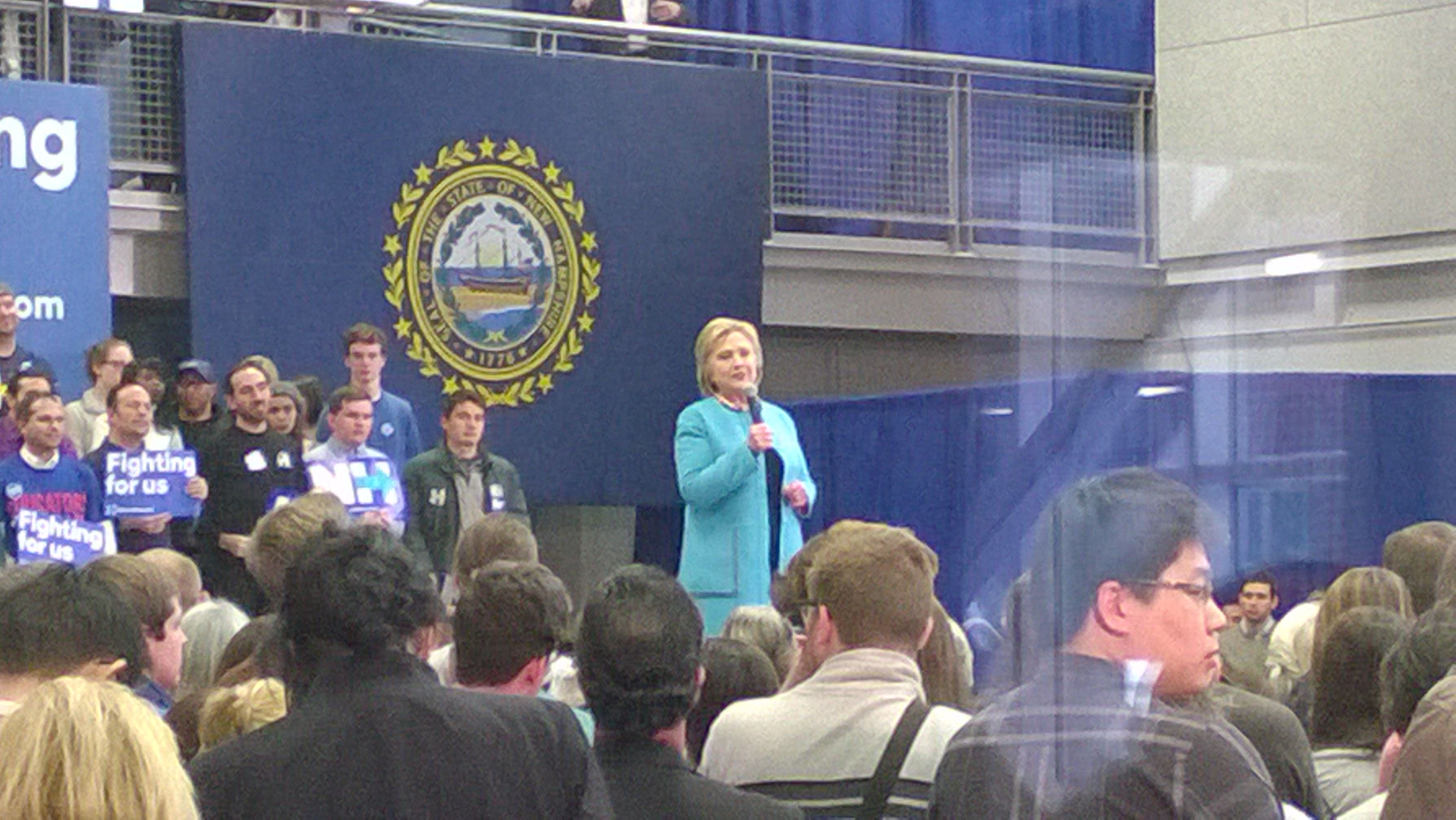
Clinton hablando el 8 de febrero de 2016 en la Universidad Comunitaria de Mánchester, Nueva Hampshire, en vísperas de las elecciones primarias allí.

### Post elecciones de 2008
Tan pronto como Clinton puso fin a su campaña de 2008, se dieron rumores de que postularía otra vez en 2012 o 2016. La especulación reapareció con fuerza después de culminara su mandato como Secretaria de Estado en 2013, particularmente luego de que escribiera en su biografía de su cuenta en Twitter listando la última de sus ocupaciones como "TBD" (por determinar). Mientras tanto, Clinton ganó $11 millones dando 51 discursos pagados a varias organizaciones. Sus discursos remunerados para Wall Street, y para Goldman Sachs en particular,  luego serían objeto de crítica de su adversario de campaña Bernie Sanders.
Anticipándose a una futura postulación, una "campaña en espera" empezó para tomar forma en 2014, incluyendo una gran red de donantes, operadores experimentados, dos comités de campaña y acción política (PACs) Ready for Hillary y Priorities USA Action, e infraestructura adicional de campaña.
Para septiembre de 2013, en medio de una continua especulación política y mediática, Clinton dijo que estaba considerando una postulación pero que no tenía ninguna prisa para decidir. A fines de 2013, Clinton le dijo a Barbara Walters, de ABC: "Miraré cuidadosamente a ver qué puedo hacer y tomaré esa decisión en algún momento del próximo año"; y le dijo a Diane Sawyer de ABC, en junio de 2014: "Estoy en camino de tomar una decisión antes de fin de año".

### Proceso de toma de decisión
Mientras muchos analistas políticos llegaron a asumir durante este tiempo que Clinton postularía, le llevó mucho tiempo tomar la decisión.  Si bien Clinton dijo que pasó gran parte de los dos años posteriores a su mandato como Secretaria de Estado pensando en la posibilidad de aspirar a la presidencia de nuevo, también no se comprometió con esa posibilidad, y les parecía a algunos reacia a experimentar de nuevo los aspectos desagradables de una importante campaña política. Los que la rodeaban estaban divididos en sus opiniones, según informaciones, con Bill Clinton como la persona que más se mostraba a favor de una nueva postulación, Chelsea Clinton inclinándose a ello, pero varios de sus más cercanos colaboradores se manifestaban en contra. Según informes, ella estudió la campaña de Obama de 2008 para ver qué le había resultado bien a él en comparación con su propia campaña. No fue hasta diciembre de 2014, en la época de las vacaciones de invierno anuales de los Clinton en República Dominicana, que finalmente expresaría con seguridad que postularía de nuevo.

### Expectativas
De acuerdo con las encuestas de opinión a nivel nacional a comienzos de 2015, Clinton era considerada la favorita para la nominación presidencial demócrata de 2016. Había ganado una amplia extensión de los primeros respaldos de la clase dirigente del Partido Demócrata en la carrera de 2016 a diferencia de 2008, aunque enfrentaba a varios retadores para la elección primaria, y en agosto de 2015, se reportaba que el vicepresidente Joe Biden estaba considerando seriamente un posible desafío a Clinton.
Clinton tiene un nombre altamente reconocido, muy alto de aproximadamente el 99% (solo el 11% de todos los votantes dijo que no sabían lo suficiente sobre ella para formarse una opinión) y de acuerdo con la experta demócrata en encuestas Celinda Lake, ella ha tenido un fuerte apoyo de los afroamericanos, y entre las mujeres con educación universitaria y mujeres solteras.
En la lista de "Las 100 personas más influyentes" de la revista Time de 2015, Clinton elogió a la senadora de Massachusetts, Elizabeth Warren,  quien era considerada como una rival potencial de Clinton, por ser un "campeona progresista". Warren decidió no postular a la presidencia, a pesar de la presión de algunos progresistas.

## Anuncio

Logotipo de campaña "Hillary for America".

La campaña Clinton había planeado un anuncio retrasado, posiblemente extendiéndolo hasta el mes de julio.
El 3 de abril de 2015, se informó de que Clinton había tomado un contrato de alquiler de una pequeña oficina en 1 Pierrepont Plaza en Brooklyn, Ciudad de Nueva York. Se especulaba ampliamente que el espacio serviría como su sede de campaña.
El 12 de abril de 2015, Clinton publicó un vídeo en YouTube anunciando formalmente su candidatura vía correo electrónico. Ella afirmó que: "Cada día, los estadounidenses necesitan un defensor. Y yo quiero ser esa defensora". La semana posterior a su anuncio, viajó a los estados iniciales de primarias, tales como Iowa y New Hampshire. Clinton fue la tercera aspirante con apoyo en las encuestas nacionales en anunciar su candidatura, siguiendo a los senadores republicanos Ted Cruz de Texas y Rand Paul de Kentucky, mientras que el senador de Florida Marco Rubio anunció su candidatura el 13 de abril, un día después de Clinton. Algunos demócratas vieron la proximidad del anuncio de la campaña de Clinton a Rubio como ventajosas, en tanto que el anuncio de Clinton podía opacar al de Rubio.
El logotipo de la campaña de Clinton se dio a conocer el 12 de abril de 2015, presentando una H azul con una flecha roja en el medio.

### Tour en minivan

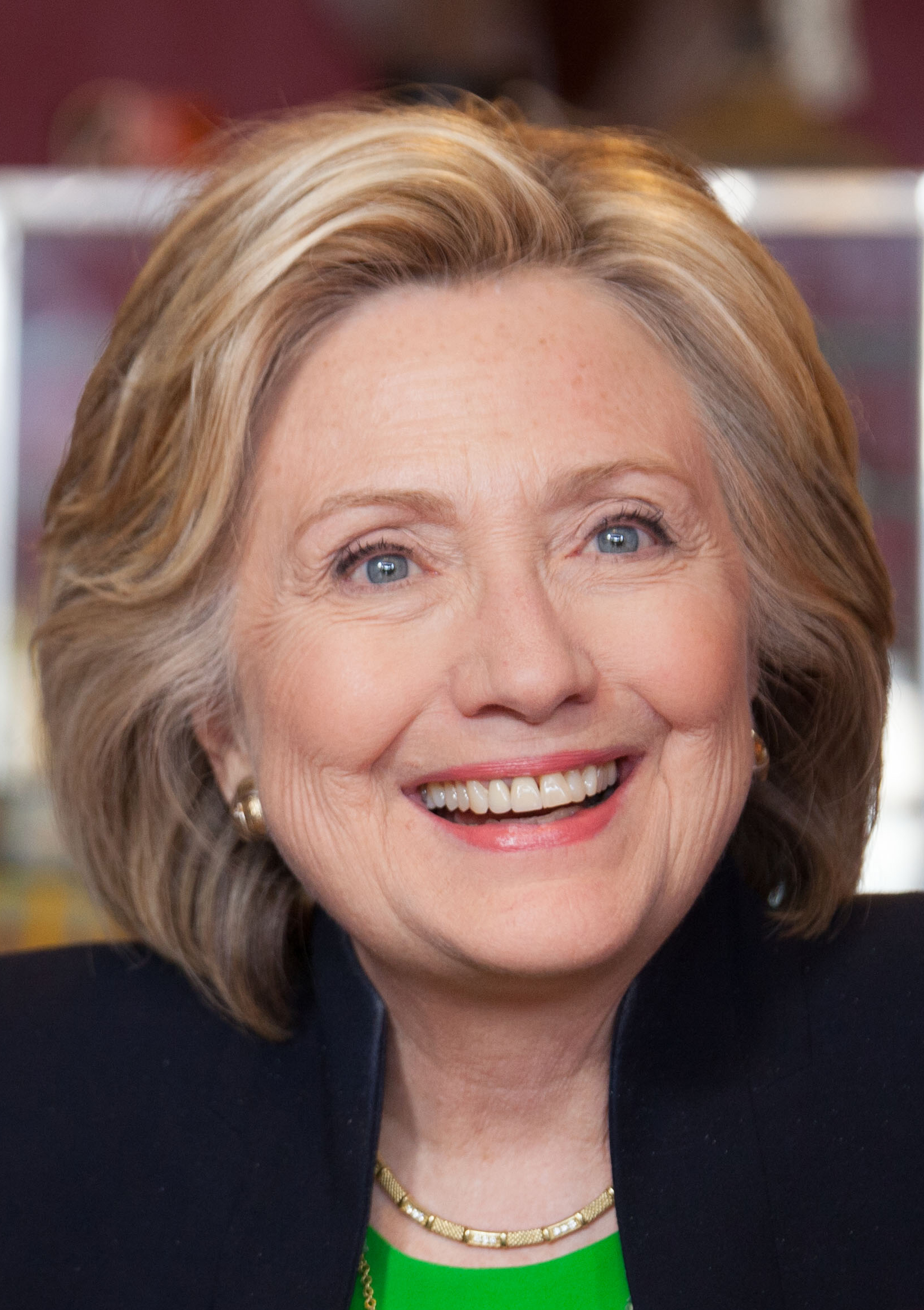
Hillary Clinton en un primer evento de campaña en Iowa, el 14 de abril de 2015

Clinton empezó su campaña haciendo viajes cortos a los primeros estados de primarias y caucus. Inmediatamente después de su anuncio, ella hizo un viaje por carretera de dos días en una camioneta modificada Chevrolet Express, apodada luego Scooby-Doo, yendo de Nueva York a Iowa y deteniéndose varias veces a lo largo del camino, incluyendo una parada muy publicitada en un restaurante de la cadena Chipotle Mexican Grill en las afueras de Toledo, Ohio, donde Clinton no fue reconocida por el personal. El viaje obtuvo una considerable atención de los medios y pretendía, según su campaña, tener algo de teatro político.
Clinton respondió a muy pocas preguntas de la prensa durante el primer mes de su campaña. Durante sus visitas a los primeros estados de primarias y caucus, ella no dio conferencias de prensa oficiales, y no participó en entrevistas con los medios. El 19 de mayo de 2015, después de 28 días, Clinton respondió a algunas preguntas de los periodistas en un evento en Cedar Rapids, Iowa. La campaña Clinton anunció que haría paradas adicionales en Florida, Texas y Misuri en mayo y junio.

### Mitin de lanzamiento

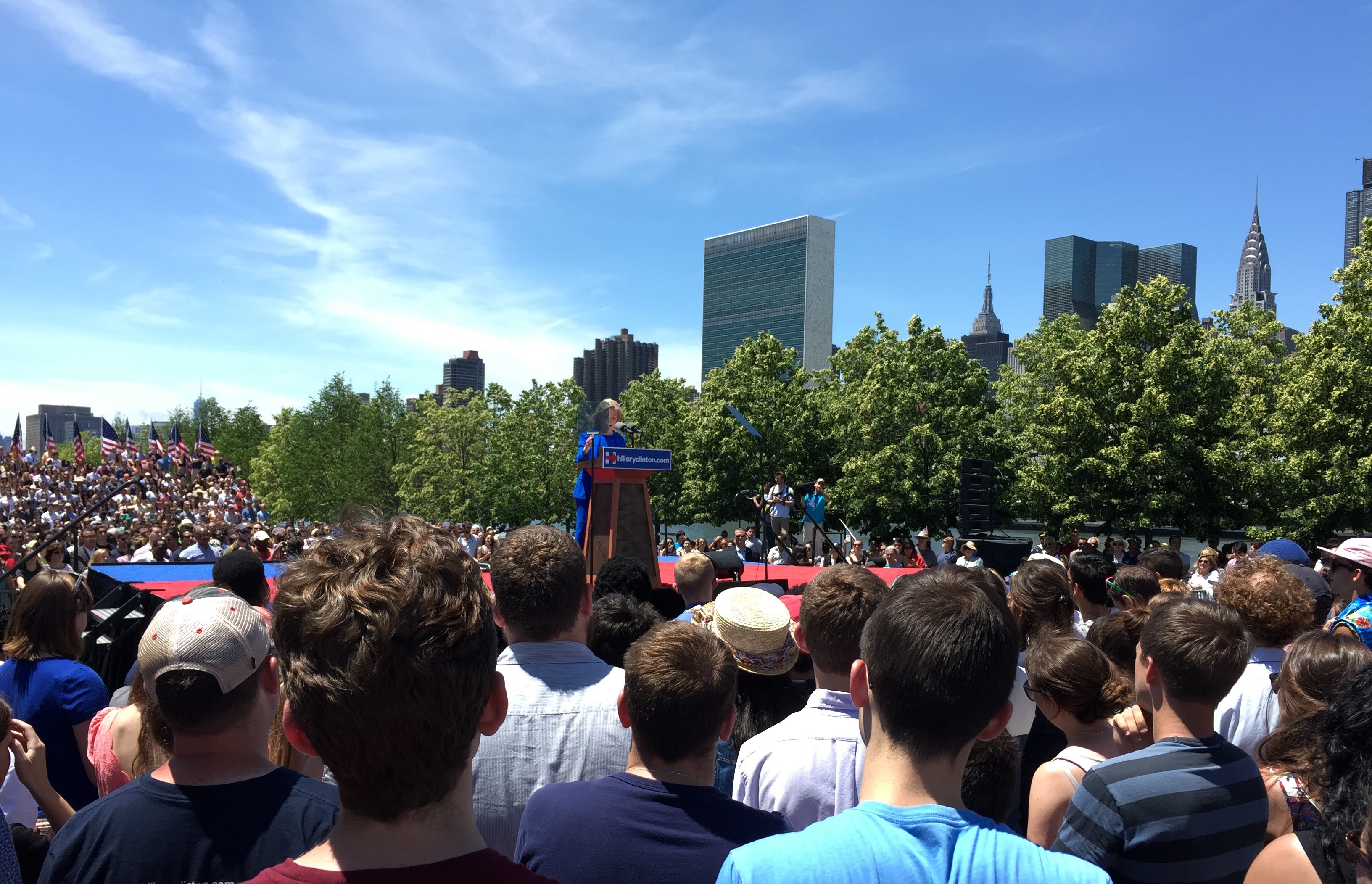
Clinton brinda su discurso en el mitin del lanzamiento de su candidatura presidencial. La sede de las Naciones Unidas, el Empire State Building, y el Edificio Chrysler pueden apreciarse en el fondo.

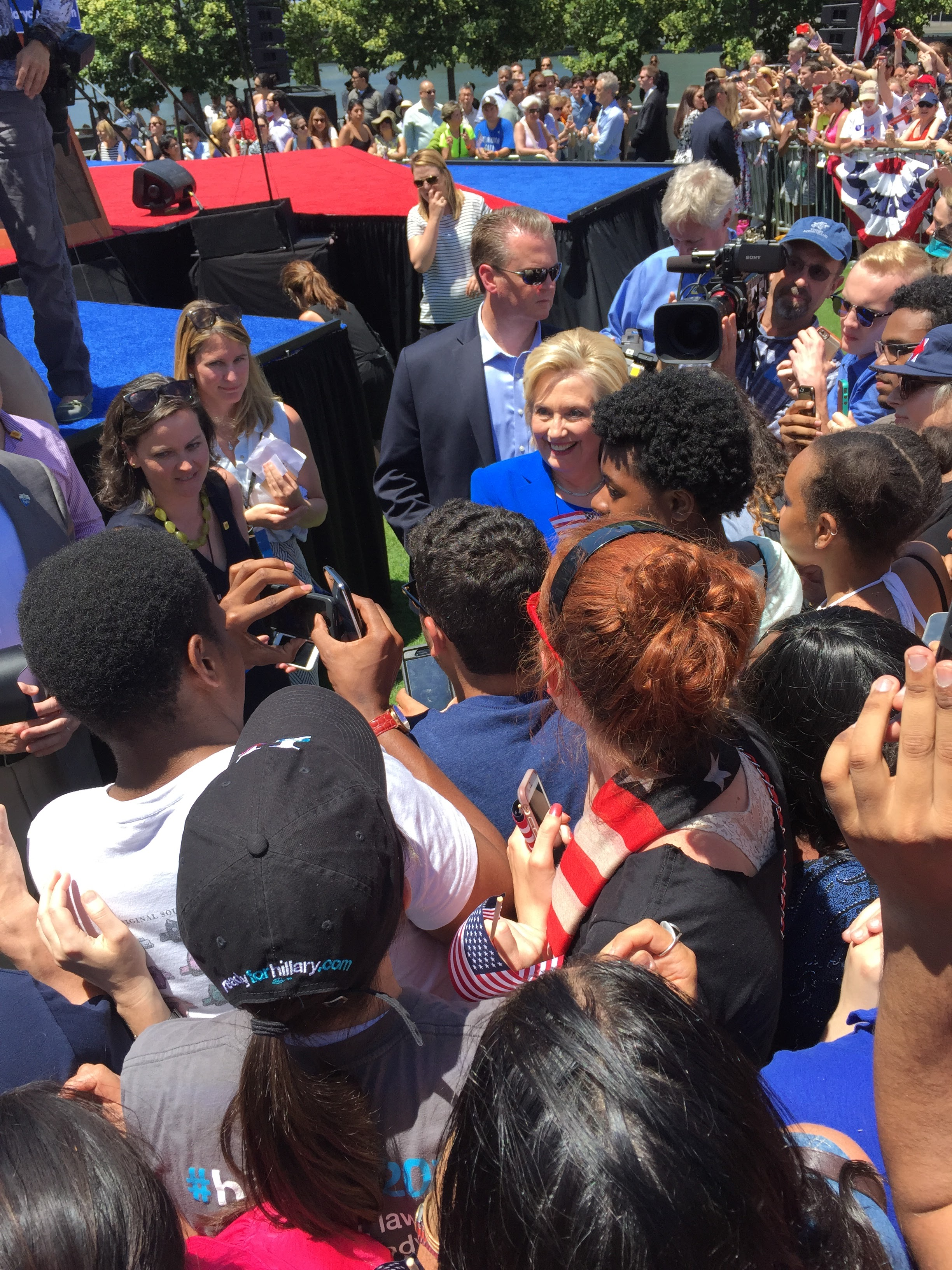
Clinton saluda a la multitud que la acompañó en su discurso.

Clinton tuvo su primer mitin importante de campaña el 13 de junio de 2015, en el parque Four Freedoms Franklin D. Roosevelt, en el extremo sur de Isla Roosevelt en Nueva York.
En su discurso, Clinton abordó la desigualdad de ingresos en los Estados Unidos, específicamente respaldando la educación preescolar universal, la licencia remunerada familiar, la igualdad de remuneración para las mujeres, la asequibilidad en el acceso a la universidad e incentivos para las compañías que proporcionen reparto de utilidades a los empleados. Ella no se refirió a acuerdos de libre comercio durante el discurso inicial de campaña, pero el día siguiente hizo declaraciones sugiriendo que las actuales negociaciones debían abandonarse a menos que mejoren.
La campaña indicó que más de 5,500 personas asistieron, pero las estimaciones del tamaño de la multitud por parte de la prensa que asistió fueron menores.
De acuerdo con John Cassidy, escritor de The New Yorker, Clinton, hasta cierto punto, adoptó un tono populista:

Mientras que muchos de ustedes están en varios trabajos para poder subsistir, ven a los veinticinco principales gerentes de fondos de inversión ganando más que todos los docentes de las guarderías de Estados Unidos juntos. Y con frecuencia pagando una tasa de impuestos más baja. Así que, uno tiene que preguntarse: '¿Cuándo veré el resultado de mi trabajo duro? ¿Cuándo mi familia saldrá adelante? ¿Cuándo?'

La prosperidad no puede ser sólo para los altos ejecutivos y gerentes de fondos de inversión. La democracia no puede ser sólo para los multimillonarios y las corporaciones. La prosperidad y la democracia son parte de vuestros derechos básicos también. Ustedes han sacado adelante a nuestro país. Ahora es el tiempo, vuestro tiempo, para asegurar lo ganado y avanzar.

### Publicidad
En agosto de 2015, la campaña de Clinton empezó a comprar $2 millones en publicidad televisada en Iowa y Nueva Hampshire. Los anuncios destacaban imágenes de la difunta madre de Clinton, Dorothy Rodham, y de la propia Clinton, y presentaban a mujeres, familias y niños.
En una revisión de los 32 anuncios de televisión de las elecciones generales de Clinton, Associated Press encontró que 24 de esos anuncios muestran o mencionan a Trump. La mayoría de esos 24 anuncios presentan imágenes en bruto de él en lugar de otros que opinan sobre sus palabras y acciones.

## Plataforma
Clinton ha centrado su candidatura en varios temas, entre ellos, el aumento de los ingresos de la clase media, la ampliación de los derechos de la mujer, el establecimiento de una reforma del financiamiento de campañas y la mejora de la Ley de Protección al Paciente y Cuidado de Salud Asequible.
En marzo de 2016, presentó un plan económico detallado, que The New York Times calificó de "optimista" y "amplio". Basando su filosofía económica en el capitalismo inclusivo, Clinton propuso una "recuperación" que rescindiría la desgravación fiscal y otros beneficios para las empresas que trasladan puestos de trabajo al extranjero; proporcionaría incentivos para las empresas que comparten las ganancias con los empleados, las comunidades y el medio ambiente, en lugar de centrarse en las ganancias a corto plazo para aumentar el valor de las acciones y recompensar a los accionistas; aumentaría los derechos de negociación colectiva; y colocaría un "impuesto de salida" a las empresas que trasladan su sede fuera de Estados Unidos para pagar una tasa impositiva más baja en el extranjero. Clinton se opuso al Acuerdo Transpacífico (TPP), apoyó al Banco de Exportaciones e Importaciones de Estados Unidos, y afirmó que "cualquier acuerdo comercial tiene que generar empleos y aumentar los salarios y aumentar la prosperidad y proteger nuestra seguridad".
Dado el clima de contribuciones de campaña ilimitadas luego del fallo judicial de 2010 de la Corte Suprema a favor Citizens United, Clinton solicitó una enmienda constitucional para limitar el "dinero irresponsable" en política. En julio de 2016, se "comprometió" a presentar una enmienda constitucional de los Estados Unidos que daría lugar a anular la decisión del caso Citizens United.
En temas sociales, Clinton se enfocó explícitamente en temas familiares, en particular la educación preescolar universal. Clinton también priorizó cerrar la brecha salarial de género y reafirmó su apoyo al derecho al matrimonio entre personas del mismo sexo consagrado en la Constitución. Clinton declaró que permitir que los inmigrantes indocumentados tengan un camino hacia la ciudadanía "es, en el fondo, un asunto familiar".
Clinton ha expresado su apoyo a la iniciativa educativa Common Core. Ella dice: "El argumento realmente lamentable que ha rodeado al Common Core es muy doloroso, porque el Common Core comenzó como un esfuerzo bipartidista. De hecho, era no partidista. No estaba politizado... Iowa ha tenido un sistema de prueba basado en un plan de estudios por un tiempo muy largo. Y [hablando con los habitantes de Iowa] uno ve el valor de la misma, ustedes ahí entienden por qué que eso les ayuda a organizar vuestro sistema educativo total. Y muchos estados lamentablemente no han tenido eso, y por ello no entienden el valor de una base, en este sentido, un Common Core".
El 7 de diciembre de 2015, en The New York Times, Clinton presentó sus planes detallados para regular las actividades financieras de Wall Street y afines, frenando a las instituciones más grandes para limitar comportamientos de riesgo, nombrando reguladores fuertes y manteniendo a los ejecutivos bajo rendición de cuentas.
Clinton está a favor de mantener la influencia estadounidense en el Medio Oriente. Se opuso y ha criticado el llamado de Trump de prohibir a los musulmanes en los Estados Unidos por considerarlo "vergonzoso" y "peligroso". También afirmó que la declaración de Trump era "un reflejo de gran parte del resto de su partido", ya que "muchos candidatos republicanos también han dicho cosas extremas sobre los musulmanes". Clinton declaró ante el Comité de Asuntos Públicos Estadounidense-Israelí, diciendo: "Estados Unidos no puede nunca ser neutral cuando se trata de la seguridad y la supervivencia de Israel."

## Estrategia y táctica

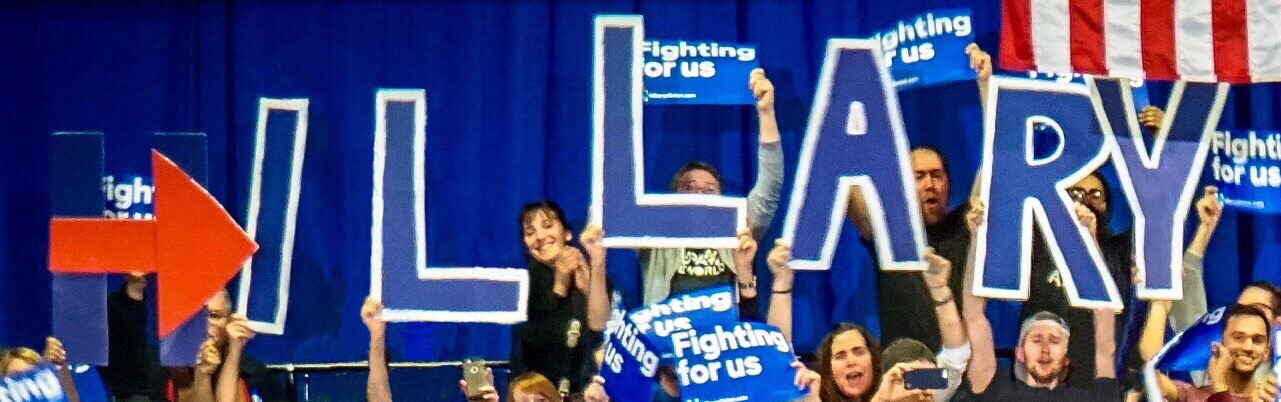
Seguidores de Hillary Clinton levantando carteles de letras (su contenido se deletrea "Hillary" y con la "H" compuesta por el logotipo de Clinton)

Los estrategas de campaña de Clinton, de acuerdo a reportes, creían que una fuerte campaña liberal movilizaría a los mismos votantes que llevaron a Barack Obama a la victoria en 2008 y 2012. Su estrategia de abrazar las políticas de Obama demostró ser muy eficaz con los votantes demócratas afroamericanos en la primaria demócrata de Carolina del Sur.
Para marzo de 2016 la nominación de Clinton parecía probable, por lo que los esfuerzos se dirigieron a estructurar una campaña contra Donald Trump, el presunto nominado republicano, y determinar cómo generar entusiasmo por Clinton entre el electorado demócrata, que no había asistido a votar en grandes números para las primarias.
Clinton comenzó la campaña con un reconocimiento de nombre casi universal entre los votantes, habiendo sido primera dama, senadora de los Estados Unidos y secretaria de Estado.

### Enfoque en temas locales
Cuando Clinton hizo campaña, identificó temas locales de interés para los votantes demócratas del estado. Por ejemplo, en Misisipi, ha expresado su preocupación por los niveles de plomo en el agua en Jackson, la capital, donde era un tema candente.

### Énfasis en experiencia y liderazgo firme
En el transcurso de su campaña, Clinton enfatizó su experiencia y trayectoria en la vida pública, particularmente como Secretaria de Estado. Clinton también enfatizó "la necesidad de un liderazgo tranquilo, firme y experimentado en la Casa Blanca" en tiempos de incertidumbre, así como la necesidad de mantener las alianzas de Estados Unidos a través del Atlántico y el mundo.

### Relaciones con la prensa
Clinton ha tenido una incómoda, y en ocasiones, conflictiva relación con la prensa durante toda su vida en el servicio público. Semanas antes de su entrada oficial como candidata presidencial, Clinton asistió a un evento de cuerpos de prensa política, comprometiéndose a comenzar de cero en lo que describió como una relación "complicada" con los periodistas políticos. Clinton fue inicialmente criticada por la prensa por evitar tomar sus preguntas, después de lo cual, proporcionó más entrevistas.

### Tecnología
Clinton tuvo acceso a las mismas herramientas tecnológicas que se usaron en las campañas presidenciales de Barack Obama de 2012 y 2008.. Se contrató un equipo de más de 50 ingenieros y desarrolladores que anteriormente trabajaban con Google, Facebook y Twitter. La campaña utilizó la plataforma The Groundwork de Timshel para organizar los datos generados por programas de correo electrónico masivo, rastrear a los donantes y analizar las bases de datos de marketing.

### Presencia en tierra
En octubre de 2016, la campaña de Clinton tenía 489 oficinas de base en comparación con las 178 de Trump. Por contexto, Obama entre tenía 786 y 800 oficinas de base nacionales en 2012. Investigaciones en ciencia política sugieren que existe una relación positiva modesta entre las oficinas de campo y el porcentaje de votos.

## Recaudación de fondos
A lo largo de la campaña de las elecciones generales, Clinton siempre lideró a Trump en la recaudación de fondos. Hasta agosto de 2016, Clinton, el Comité Nacional Demócrata y el principal súper PAC de Clinton, Priorities USA Action, habían recaudado más de $700 millones, mientras que Trump había aportado $400 millones. Según un análisis de septiembre de 2016 realizado por el Centro para la Integridad Pública, "más de 1100 hombres y mujeres adinerados de élite han recaudado colectivamente más de $113 millones" para la campaña de Clinton. Estos recaudadores, que recogían cheques de amigos o asociados y los entregaban a la campaña, incluían "legisladores, íconos del entretenimiento y titanes de la industria"; entre ellos, estaban Ben Affleck, George Lucas, Marissa Mayer y Sheryl Sandberg.
Según un artículo publicado en The Washington Post, la campaña presidencial de Clinton se benefició de una red de donantes que los Clinton han "cultivado metódicamente... durante 40 años, de Little Rock a Washington, y luego en todo el mundo. Su métodos de recaudación de fondos han creado un nuevo modelo para los políticos y sus donantes". A fines de septiembre de 2015, los esfuerzos de recaudación de fondos de la "candidatura de Clinton a la Casa Blanca en 2016... ya había recaudado $110 millones en apoyo".
En respuesta al artículo, un portavoz de la campaña dijo que "sería un error, en el mejor de los casos, confundir donaciones filantrópicas con donaciones políticas... Y con respecto a las contribuciones de campaña, la amplitud y profundidad de su apoyo es un testimonio del hecho de que ambos han dedicado sus vidas al servicio público y de luchar para que este país sea más fuerte". Como el artículo del Post señala, la recaudación de fondos para la campaña presidencial de 2016 existe "en un entorno radicalmente diferente" del pasado, y la decisión del caso Citizens United v. FEC de 2010 y el fallo realizado por "el Tribunal Supremo ha hecho que sea más fácil para los individuos ricos, las corporaciones y los sindicatos gastar grandes sumas de dinero no regulado a la actividad política".
En el otoño de 2015, la campaña Clinton "estableció un comité de recaudación de fondos conjunto con el Comité Nacional Demócrata (DNC). La campaña estableció un comité conjunto de recaudación de fondos con el DNC, el Hillary Victory Fund y 32 comités estatales. La campaña de Clinton envió al DNC un memorando de entendimiento en el que la campaña acordó ayudar al DNC a pagar la deuda a cambio de "autoridad conjunta sobre decisiones estratégicas sobre personal, presupuesto, gastos y comunicaciones, datos, tecnología, analítica e investigación relacionados con las elecciones generales". El memorando especificaba que estos arreglos se limitarían a "los preparativos para las Elecciones Generales y no para las Primarias Demócratas".
En el debate entre Sanders y Clinton en Nueva Hampshire antes de la primaria en dicho estado, Clinton, objetando la conclusión de que las contribuciones de campaña u honorarios por conferencias recibidos del sector financiero podrían influir en sus decisiones políticas, caracterizó las referencias de Sanders a sus conexiones de Wall Street como una "campaña de difamación muy astuta".  Él respondió diciendo: "Es un hecho. Cuando en el último período de informe, su súper PAC recibió $25 millones, y $15 de esos millones provienen de Wall Street, ¿cuál es la difamación? Es un hecho".
La campaña de Clinton entró en septiembre de 2016 con $121,4 millones en el banco, mientras que la campaña de Trump tenía $96 millones.

### Súper PACs de apoyo a Clinton
En mayo de 2015, se reportaba que la campaña Clinton estaba por detrás de las campañas republicanas de oposición en lo que respecta a obtener grandes donaciones de aportantes ricos destinados a comités de acción política (Súper PACs) afines. En esa época, muchos potenciales donantes liberales de grandes sumas de dinero aún no se habían comprometido a apoyar a Clinton. La recaudación de fondos del Súper PAC de Clinton se recuperó significativamente en las elecciones generales. Priorities USA Action, el principal súper PAC que apoya a Clinton, recaudó $23,4 millones en agosto de 2016. Más de la mitad de esa cantidad provino de sus cinco principales donantes, y la cantidad incluía 11 cheques de siete cifras.
Los Súper PAC que han apoyado a Clinton incluyen:
- Ready PAC, anteriormente Ready for Hillary, fue fundado por partidarios de Clinton en enero de 2013. Recaudó dinero e inscribió partidarios a la espera de su candidatura presidencial.[106] Ready PAC cerró sus operaciones en abril de 2015 y entregó su lista de correo electrónico de 4 millones de personas a la campaña de Clinton.[107]
- Priorities USA Action es el principal súper PAC que apoyó la candidatura de Clinton. Se centró principalmente en los donantes de alto valor monetario. A septiembre de 2016, había acumulado $132 millones. Los seis principales donantes del super PAC han donado $43,5 millones, que es un tercio del dinero recaudado por Priorities USA Action.[108] Los principales colaboradores incluyen a George Soros, Haim Saban y Thomas Tull.[109] Otros donantes importantes incluyen a Steven Spielberg y Jeffrey Katzenberg.[109] Tras la derrota de Clinton en las primarias de New Hampshire, Priorities USA Action comprometió $500 000 para una campaña de radio en Carolina del Sur y $4,5 millones para las primarias del Súper Martes.[110][111] A finales de enero de 2016, el fondo contaba con 45 millones de dólares.[112] El súper PAC recaudó $21,7 millones en agosto de 2016, marcando su mayor recaudación mensual de fondos.[108]
- Correct the Record, que comenzó como una campaña de American Bridge 21st Century, se convirtió en un súper PAC separado en mayo de 2015. Aunque los súper PAC generalmente tienen prohibido coordinar campañas, Correct the Record coordinó con la campaña de Clinton sobre contenido digital.[113][114] Una portavoz del súper PAC dijo que "la restricción de coordinación no se aplicaría porque la defensa de Correct the Record a la Sra. Clinton se construiría en torno al material publicado en el sitio web del propio grupo, no en medios pagados".[115] En abril de 2016, Correct the Record anunció que gastaría $1 millón para encontrar y confrontar a los usuarios de las redes sociales que publican mensajes poco halagadores sobre Clinton.[116][117][118] En septiembre de 2016, Correct the Record anunció un proyecto llamado "Trump Leaks". Correct the Record dice que pagará a informantes anónimos por primicias poco halagadoras sobre Donald Trump, incluidas grabaciones de audio y video y documentos internos.[119]

## Personas

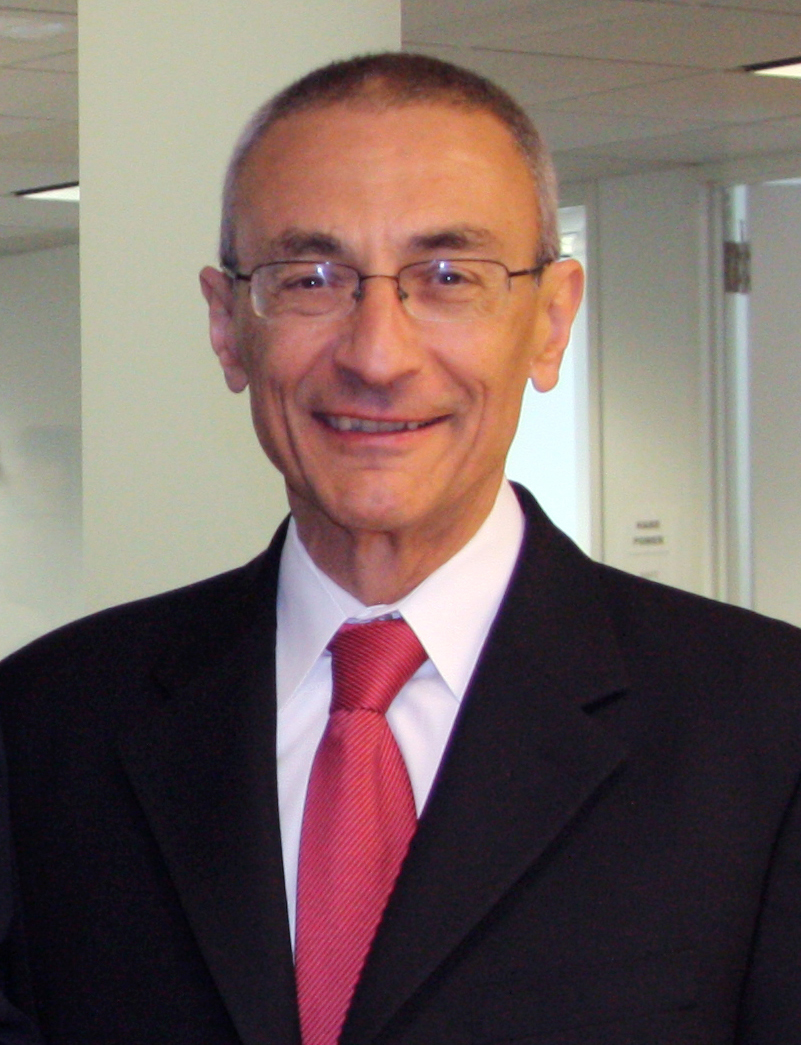
John Podesta, presidente de la campaña

### Equipo de campaña
Robby Mook se desempeñó como director de campaña, y es la primera persona abiertamente gay que cumplió dicha función en una campaña presidencial importante.
Stephanie Hannon ejerció como directora de tecnologías, y es la primera mujer que cumplió dicha función en una campaña presidencial importante.
El personal de campaña incluye a John Podesta como presidente de la campaña, Joel Benenson como estratega jefe y encuestador, Jennifer Palmieri como directora de comunicaciones, y Amanda Renteria como directora de política. La veterana asistente de Clinton, Huma Abedin, fue la vicepresidenta de la campaña, y continuó en el papel que ha desempeñado durante mucho tiempo para Clinton como jefa de personal itinerante y asistente personal. La recaudación de fondos estuvo a cargo de Dennis Cheng como director nacional de finanzas de la campaña y enlace principal entre muchos de los principales donantes y Clinton. La futura senadora estatal de Nueva York, Alessandra Biaggi, se desempeñó como subdirectora nacional de operaciones y dijo: "Todo era urgente en ese momento. Era un caos total y me encantó. Jugamos muy duro y fue muy difícil perder".

### Asesores de políticas
Hillary Clinton nombró a tres asesores principales de políticas para liderar el desarrollo de políticas públicas para su campaña presidencial: Maya Harris, Ann O'Leary y Jake Sullivan. Sullivan, antiguo miembro del personal de Clinton, se desempeñó como director de políticas, y Michael Schmidt, Michael Shapiro y Jacob Leibenluft también estuvieron en el equipo de políticas de Clinton.
La campaña de Clinton contó con un gran conjunto de asesores externos de políticas que formaban parte de grupos asesores. 

#### Defensa y política exterior
En política exterior, los asesores principales incluyeron al exdirector de la CIA y secretario de Defensa Leon Panetta, el exasesor de seguridad nacional Tom Donilon, la directora ejecutiva del Center for a New American Security Michèle Flournoy, la ex secretaria de Estado Madeleine Albright, y otros. La campaña también contó con un sistema descentralizado de "alrededor de una docena de grupos de trabajo consultivos para temas regionales y funcionales" como Asia, Europa, lucha contra el terrorismo y derechos humanos. La revista Foreign Policy informa que "la campaña cuenta con un cuadro de expertos sorprendentemente diverso, desde jóvenes profesionales 'think-tankers'  en sus veinte hasta exdiplomáticos canosos en sus cincuenta y sesenta".

#### Política económica y doméstica
En política económica, los asesores externos con los que Clinton consultaba regularmente incluían a Gene Sperling, exdirector del Consejo Económico Nacional; Neera Tanden del Centro para el Progreso Americano; Ann O'Leary; los economistas Alan Krueger y Alan Blinder; el premio Nobel de economía Joseph Stiglitz; Jared Bernstein, execonomista jefe de Joe Biden; y Heather Boushey.
El 16 de agosto de 2016, Clinton nombró a Ken Salazar para dirigir su equipo de transición a la Casa Blanca.

### Empresas de comunicación, publicidad y diseño
Dos de las principales agencias de compra de medios de las campañas de Clinton fueron GMMB (que se centró en la televisión) y Bully Pulpit Interactive (que se centró en lo digital). El director de análisis de la campaña de Clinton fue Elan Kriegel, cofundador de BlueLabs, una firma de datos demócrata. La campaña también contrató a Burrell Communications, una empresa de publicidad afroamericana.
El diseñador gráfico Michael Bierut de la firma Pentagram diseñó el distintivo logotipo "H" de la campaña; Bierut ofreció sus servicios como voluntario. Más tarde, Bierut recomendó a la diseñadora Jennifer Kinon que dirigiera el equipo de diseño interno y diseñara una identidad visual integral para la campaña.
Profesionales corporativos en branding y marketing, como Wendy Clark de Coca-Cola y Roy Spence de GSD&M, entraron en la campaña para ayudar en el "rebranding" de Clinton.

## Caucus y primarias

Desempeño de Clinton en las primarias estado por estado.
Hillary Clinton
Bernie Sanders

Clinton ganó Iowa por el margen más estrecho en la historia de la bancada demócrata del estado. O'Malley suspendió su campaña luego de un distante tercer puesto, dejando a Clinton y Sanders como los dos únicos candidatos. La batalla electoral resultó ser más competitiva de lo esperado, con Sanders ganando las primarias de New Hampshire mientras que Clinton obtuvo victorias en los caucus de Nevada y las primarias de Carolina del Sur. En cuatro Súper Martes diferentes, Clinton obtuvo numerosas victorias importantes en cada uno de los nueve estados más poblados, incluidos California, Nueva York, Florida y Texas, mientras que Sanders obtuvo varias victorias en el medio.

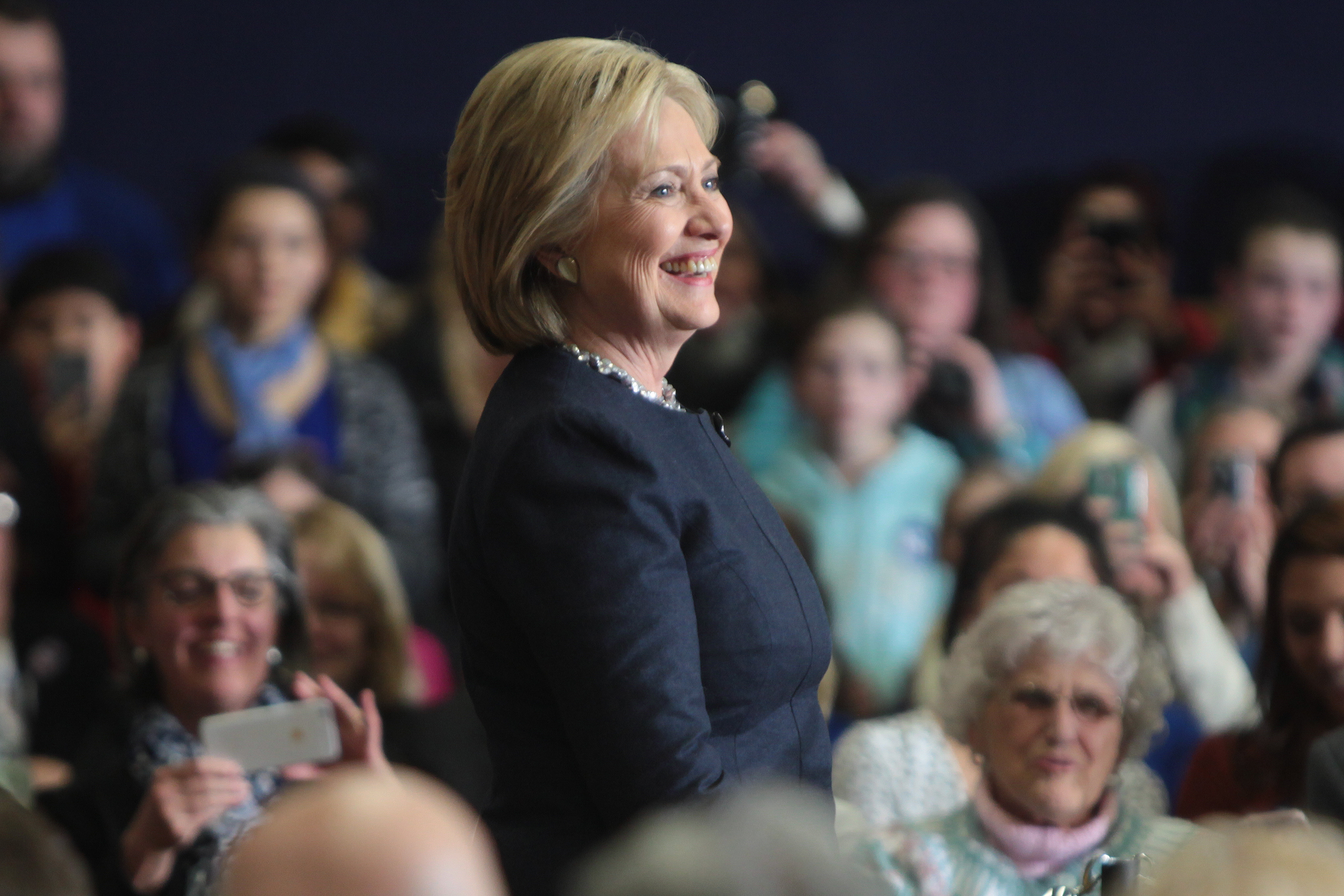
Hillary Clinton en las primarias demócratas en Nueva Hampshire de 2016.

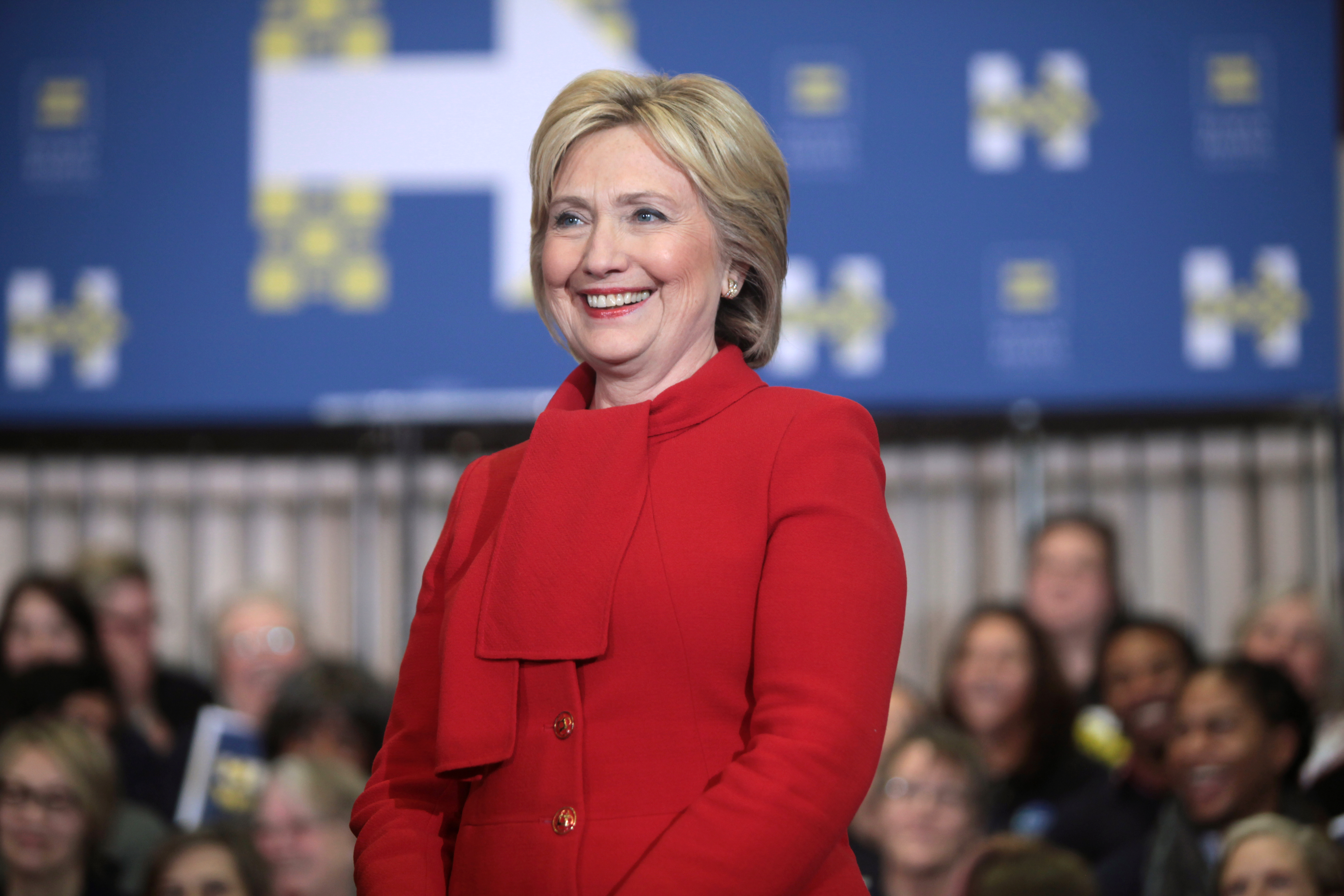
Hillary Clinton en un evento en West Des Moines, Iowa, en enero de 2016.

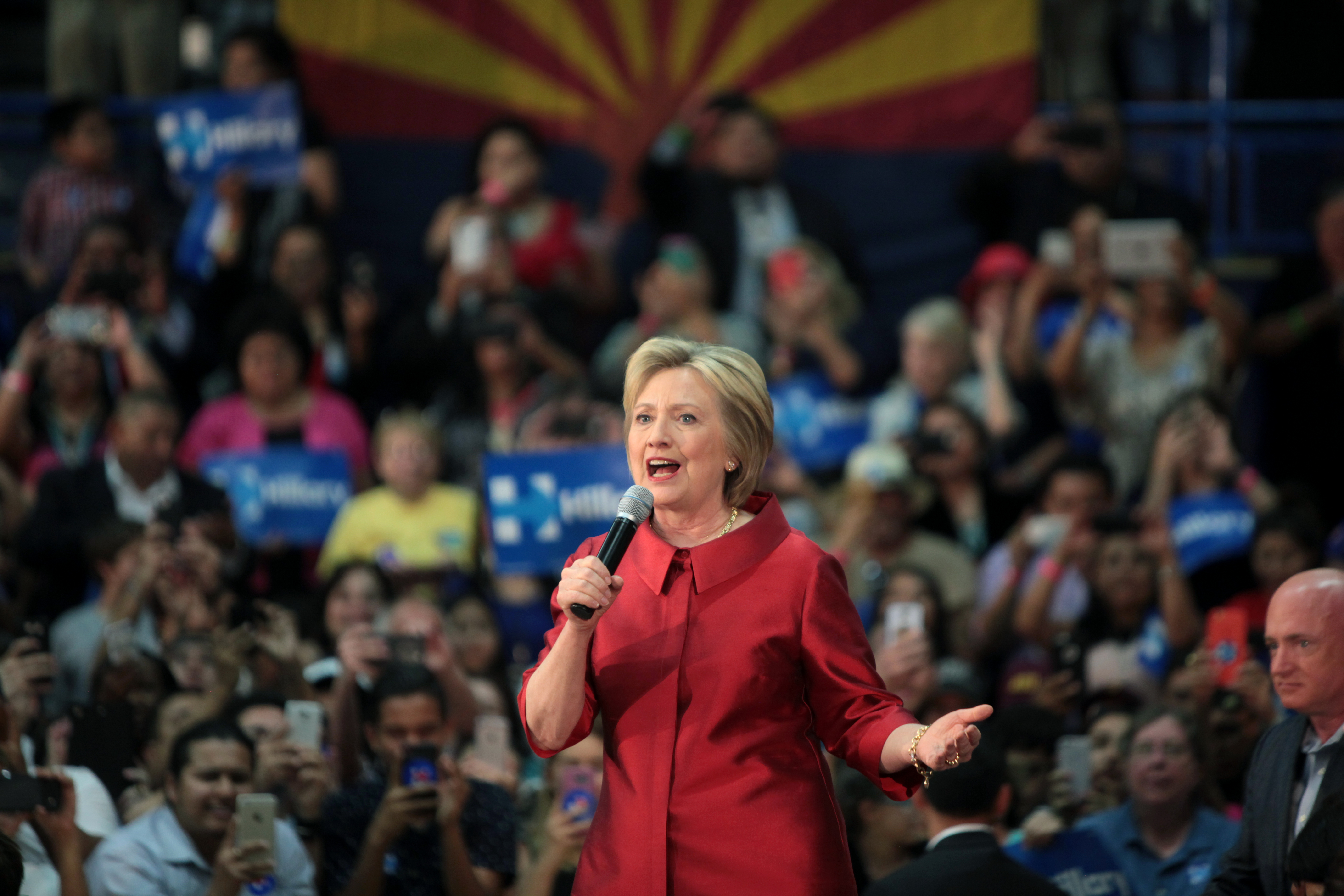
Hillary Clinton en un evento en Phoenix, Arizona, en marzo de 2016.

El 6 de junio de 2016, Associated Press y NBC News declararon que Clinton se había convertido en la presunta nominada después de alcanzar el número requerido de delegados, incluidos los delegados comprometidos y no comprometidos (superdelegados), para asegurar la nominación. Al hacerlo, se convirtió en la primera mujer en ser la presunta candidata de cualquier partido político importante en los Estados Unidos. El 7 de junio, Clinton aseguró oficialmente la mayoría de los delegados prometidos después de ganar las primarias de California y Nueva Jersey. El presidente Barack Obama, el vicepresidente Joe Biden y la senadora Elizabeth Warren respaldaron formalmente a Clinton el 9 de junio de 2016. Sanders confirmó el 24 de junio que votaría por Clinton sobre Donald Trump en las elecciones generales y, el 12 de julio de 2016, respaldó formalmente a Clinton en Portsmouth, Nuevo Hampshire.
El 26 de julio de 2016, la Convención Nacional Demócrata nominó oficialmente a Clinton para presidenta y al senador de Virginia Tim Kaine para vicepresidente.

Resultados por condado
Hillary Clinton
Bernie Sanders

Porcentaje de votos recibidos por Clinton por estado o territorio en las primarias.
10.0–19.9%
20.0–29.9%
30.0–39.9%
40.0–49.9%
50.0–59.9%
60.0–69.9%
70.0–79.9%
80.0%+

### Conteo de delegados
| Candidato/a              | Delegados comprometidos | Recuento presunto, incluyendo superdelegados |
| ------------------------ | ----------------------- | -------------------------------------------- |
| Hillary Clinton          | 2205                    | 2775½                                        |
| Bernie Sanders           | 1846                    | 1889½                                        |
| Martin O'Malley          | 0                       | 1                                            |
| Delegados disponibles    | 0                       | 97                                           |
| Total votos en delegados | 4051                    | 4763                                         |

## Debates presidenciales
El primer debate presidencial de 2016 tuvo lugar entre Clinton y Trump el 26 de septiembre en la Universidad de Hofstra. Esto convirtió a Clinton en la primera mujer en debatir como parte de un debate presidencial estadounidense. El moderador fue Lester Holt de NBC. Una audiencia de televisión en vivo de 84 millones de espectadores estableció un récord de audiencia para los debates presidenciales. Todas las encuestas científicas mostraron que los votantes pensaban que Hillary Clinton se desempeñó mejor que Donald Trump en el debate.
El segundo debate presidencial de 2016 tuvo lugar entre Clinton y Trump el 9 de octubre en la Universidad de Washington en St. Louis. Fue un debate en formato "town hall".
El tercer y último debate presidencial entre Clinton y Trump se llevó a cabo el 19 de octubre en la Universidad de Nevada, Las Vegas.

## Salud
En julio de 2015, Clinton se convirtió en la primera candidata a la presidencia de 2016 en presentar públicamente una historia médica. La campaña Clinton publicó una carta de su médico, la Dra. Lisa Bardack, de Mount Kisco, Nueva York, atestiguando su buena salud basada en una evaluación médica completa. La carta destacó que ha habido una "recuperación completa" de una contusión cerebral que Clinton padeció en 2012 y una "disolución total" de coágulos de sangre previos. Bardack concluyó que Clinton no tenía problemas serios de salud que pudieran interferir con su físico para servir como presidenta. A pesar de esta carta, los rumores y las teorías de conspiración sobre la salud de Clinton proliferaron en línea. En agosto de 2016, Trump cuestionó la resistencia física de Hillary y Sean Hannity pidió a Clinton que publicara sus registros médicos, lo que alimentó estas teorías.
La comunidad de inteligencia de Estados Unidos señaló que Clinton tenía problemas de salud el 27 de agosto de 2016. En septiembre de 2016, Clinton desarrolló neumonía. Se fue temprano de una ceremonia de conmemoración del 11 de septiembre debido a una enfermedad.  Las imágenes de video de la partida de Clinton mostraron que se tambaleaba y la ayudaban a subir a una camioneta. Más tarde esa noche, Clinton aseguró a los periodistas que se "sentía muy bien". Después de afirmar inicialmente que Clinton se había acalorado en el evento, su campaña agregó más tarde que le habían diagnosticado neumonía dos días antes. Clinton pasó tres días recuperándose en casa, cancelando varios eventos, antes de regresar a la campaña electoral en un mitin en la Universidad de Carolina del Norte en Greensboro. Su campaña fue criticada por algunos medios de comunicación por la falta de transparencia sobre la salud de Clinton. En respuesta a estas preocupaciones, Clinton publicó registros de salud complementarios de la Dra. Bardack, quien descubrió que había tenido una infección de neumonía bacteriana no contagiosa y que se había recuperado bien con antibióticos y descanso. Bardack escribió que estaba "apta para servir como presidenta de los Estados Unidos".

## Controversias

### Controversia sobre correos electrónicos
En marzo de 2015, la práctica de Clinton de usar su propia dirección de correo electrónico y un servidor privado durante su tiempo como Secretaria de Estado, en lugar de los servidores del Departamento de Estado de Clinton, atrajo la atención generalizada del público. Ello generó preocupación acerca de la seguridad y preservación de los mensajes de correo, así como la posibilidad de que las leyes podrían haber sido violadas. Cerca de 2,100 correos electrónicos contenidos en el servidor de Clinton fueron recién clasificados cuando el Departamento de Estado tuvo la oportunidad de revisarlos. Según Clinton, no estaban marcados como clasificados en el momento en que los manejó. Se encontraron 65 correos electrónicos que contenían información clasificada como "secreta", más de 20 contenían información "de máximo secreto", y el resto contenía información "confidencial". La política del gobierno, reiterada en el acuerdo de confidencialidad firmado por Clinton como parte de la obtención de su autorización de seguridad, es que la información sensible debía ser considerada y manejada como clasificada incluso si no estuviera señalada como tal. Después de que se hicieran afirmaciones acerca de que algunos de los correos electrónicos en cuestión entraban dentro de esta categoría denominada "potencialmente clasificados", se inició una investigación del FBI con respecto a cómo se manejó la información clasificada en el servidor de Clinton.

### Audiencias sobre Bengasi
El 22 de octubre de 2015, Clinton testificó por segunda vez ante la Comisión Bengasi y respondió las preguntas de sus miembros por más de ocho horas en una audiencia pública The New York Times informó que "el largo día de intercambios, a menudo irritantes, entre los miembros del comité y su destacada testigo reveló poca información nueva sobre un episodio que ha sido objeto de siete investigaciones previas... Tal vez molestos por las recientes admisiones de que la búsqueda de los correos electrónicos de la Sra. Clinton tenían motivaciones políticas, los legisladores republicanos en el panel en su mayoría evitaron cualquier mención de su uso de un servidor de correo electrónico privado". El tema de los correos surgió poco antes del almuerzo, en una "pelea a gritos" entre el presidente del comité republicano Trey Gowdy y dos demócratas, Adam Schiff y Elijah Cummings. Al final de la audiencia, el representante Jim Jordan, republicano de Ohio, acusó a Clinton de cambiar sus cuentas del servicio de correo electrónico, lo que provocó un "intercambio acalorado" en el que Clinton "repitió que había cometido un error al usar una cuenta de correo electrónico privada, pero sostuvo que nunca había enviado ni recibido nada marcado como clasificado y había tratado de ser transparente al publicar sus correos electrónicos", una afirmación que luego fue contradicha por James Comey.
Según The Hill, las audiencias proporcionaron un impulso positivo para la campaña de Clinton de 2016, y su desempeño generó titulares como "La audiencia maratónica de Bengasi deja a Hillary Clinton prácticamente ilesa" (CNN) y "El Partido Republicano no da golpes sólidos mientras discute con Clinton sobre Bengasi" (The Washington Post). Su campaña recibió una gran cantidad de donaciones, en su mayoría provenientes de nuevos aportantes.

### WikiLeaks
Durante la semana de la Convención Nacional Demócrata, WikiLeaks publicó correos electrónicos que sugerían que la campaña de Clinton y el Comité Nacional Demócrata inclinaron las primarias a favor de Clinton. En un extracto del libro de Donna Brazile, "Hacks: The Inside Story", publicado en la revista Politico, Brazile escribió que había encontrado un acuerdo poco ético entre la campaña de Clinton y el DNC que le había permitido a Clinton ejercer "el control del partido mucho antes de convertirse en su nominada". En una entrevista en This Week de ABC, el 5 de noviembre de 2017, Brazile dijo que no había encontrado evidencia de que las primarias demócratas hubieran sido manipuladas a favor de Clinton.

### Burns Strider
Durante las elecciones de 2016, Correct the Record, un PAC pro Clinton, suspendió al exasesor de Clinton, Burns Strider, por acusaciones de acoso sexual. Clinton fue criticada cuando se descubrió que estaba al tanto de las acusaciones de acoso sexual contra Strider cuando él trabajó en su campaña presidencial de 2008 años antes y, en contra del consejo de su personal, se negó a sacarlo de su campaña. Clinton dijo que no despidió a Strider porque "no pensé que despedirlo fuera la mejor solución al problema".

### Cesta de deplorables
El 25 de agosto de 2016, Clinton pronunció un discurso en el que criticó la campaña de Trump por usar "mentiras racistas" y permitir que la extrema derecha ganara protagonismo. En un acto de recaudación de fondos el 9 de septiembre, Clinton declaró: "Saben, solo para ser groseramente generalista, podríamos poner a la mitad de los partidarios de Trump en lo que yo llamo la cesta de deplorables. Son racistas, sexistas, homofóbicos, xenófobos, islamofóbicos, lo que sea." Donald Trump criticó el comentario de Clinton por insultar a sus seguidores, y algunos analistas políticos compararon la declaración con la metida de pata del "47%" de Mitt Romney en 2012. Al día siguiente, Clinton lamentó haber dicho "la mitad", mientras insistía en que Trump había amplificado deplorablemente "puntos de vista y voces de odio".
Algunos partidarios de Trump adoptaron el apodo de "deplorables", y la campaña de Trump invitó a "estadounidenses deplorables" al escenario y usó la etiqueta contra Clinton en un anuncio.

## Demografía y grupos de interés

### Mujeres

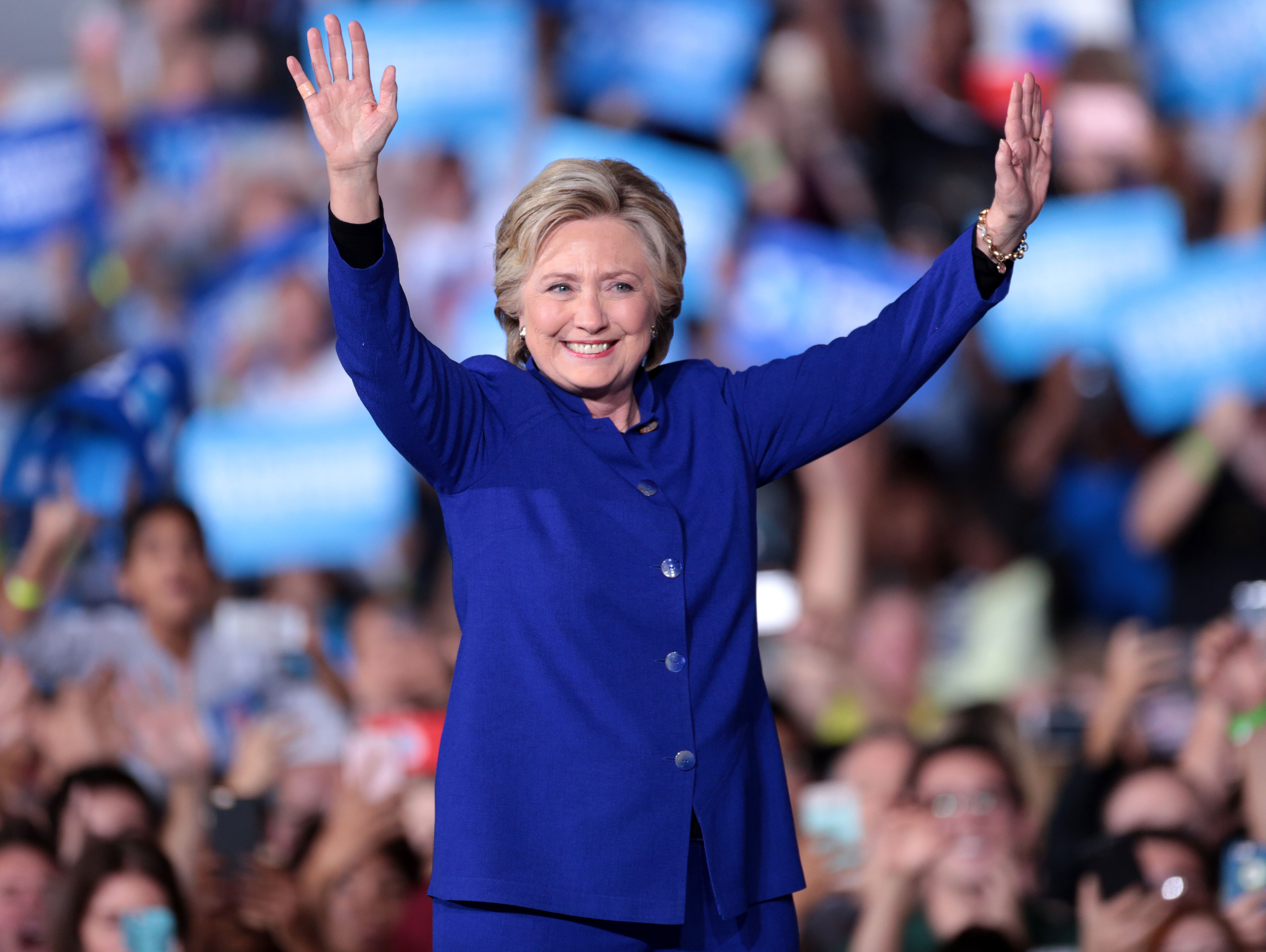
Clinton haciendo campaña el 2 de noviembre de 2016.

En las encuestas a nivel nacional, Clinton disfrutó del "nivel más alto de respaldo femenino a cualquier candidato en más de cuatro décadas", con una ventaja de 24 puntos entre las votantes registradas en una encuesta del Pew Research Center realizada en la víspera de la Convención Nacional Demócrata de 2016. La misma encuesta también mostró una diferencia de 16 puntos porcentuales en el apoyo entre mujeres y hombres, una brecha de género históricamente sin precedentes. Sus partidarias crearon un grupo privado en Internet, Pantsuit Nation, para compartir imágenes en apoyo de la candidata y su campaña. Sus 2,9 millones de miembros usaron la ropa de negocios típica de Clinton, el traje pantalón, como símbolo tanto de la candidata como de la lucha histórica por la igualdad de la mujer.

### Comunidad afroamericana
Clinton disfrutó del abrumador apoyo de los votantes afroamericanos en las elecciones primarias demócratas. En general, el 77% de los votantes negros de las primarias demócratas apoyaron a Clinton. Clinton se desempeñó especialmente bien entre las votantes negras. Hubo una diferencia de edad muy grande entre los votantes negros, con la mayoría de los votantes negros más jóvenes (menores de 30 años) a favor de Sanders, pero la abrumadora mayoría de los votantes negros mayores favoreciendo a Clinton.

## Respaldos
Clinton recibió el respaldo de los consejos editoriales de The New York Times, The Washington Post, Los Angeles Times, Houston Chronicle, The Cincinnati Enquirer, The Dallas Morning News y The Arizona Republic. El Houston Chronicle tradicionalmente respalda a los republicanos más adelante en las elecciones, pero optó por respaldar a Clinton en julio. El Dallas Morning News no había respaldado a un demócrata para presidente desde 1940. El Cincinnati Enquirer no había respaldado a un candidato presidencial demócrata durante casi 100 años. The Arizona Republic, que comenzó a publicarse en 1890, nunca había respaldado a un candidato demócrata.
USA Today, que nunca había respaldado a un candidato presidencial, rompió la tradición y tomó partido en la contienda con un editorial que declaraba a Trump como "errático", describía su carrera empresarial como "accidentada", lo calificaba de "mentiroso serial" y de "no apto para la presidencia". El periódico, sin embargo, dijo que el "editorial no representa un apoyo incondicional a Hillary Clinton". The Atlantic, que solo había hecho dos respaldos presidenciales en sus 160 años de historia, respaldó a Clinton.
Un grupo de 70 premios Nobel respaldaron a Clinton en una carta abierta publicada en octubre de 2016. Entre los firmantes de la carta estaban el químico Peter Agre, el economista Robert J. Shiller y el físico Robert Woodrow Wilson.

## Planificación de transición presidencial
Se planificó una transición presidencial de manera contingente del presidente Barack Obama a Clinton en virtud de la Ley de Transición Presidencial Preelectoral de 2010 y la Ley de Mejoras de Transiciones Presidenciales Edward "Ted" Kaufman y Michael Leavitt de 2015.
En abril de 2016, representantes de los candidatos Clinton, Trump, Sanders, John Kasich y Ted Cruz se reunieron conjuntamente con funcionarios de la administración Obama para discutir la transición presidencial de noviembre.
El 3 de junio de 2016, el Consejo de Directores de Transición de la Agencia se reunió por primera vez en la Casa Blanca para revisar los planes de transición de cada uno de los principales departamentos ejecutivos; ni las campañas de Trump ni las de Clinton enviaron representantes a esta reunión inicial. Aproximadamente al mismo tiempo, la Casa Blanca comenzó a transferir los archivos electrónicos acumulados de la administración Obama al Archivo de Registros Electrónicos de la Administración Nacional de Archivos y Registros para su conservación.
El 3 de julio de 2016, The New York Times reportó que Clinton planeaba que su gabinete fuera paritario en género, con la mitad de sus miembros mujeres.
El 30 de julio de 2016, el Jefe de Gabinete de la Casa Blanca, Denis McDonough, habló con representantes de las campañas de Trump y Clinton para discutir los arreglos de transición para asumir el cargo en enero. McDonough confirmó que los candidatos serían elegibles para sesiones informativas provisionales de seguridad nacional del Director de Inteligencia Nacional. El equipo de transición de Clinton fue elegible para usar el espacio de trabajo federal en Washington D. C. y para asistir a las reuniones de los equipos de transición de la Casa Blanca. Bajo la Ley de Mejoras de Transiciones Presidenciales de Edward "Ted" Kaufman y Michael Leavitt de 2015, los equipos de transición de Clinton y Trump obtuvieron acceso a espacio de oficinas gubernamentales en Washington D. C. a partir del 2 de agosto de 2016. El espacio de oficinas otorgado a cada campaña estaba en diferentes pisos del mismo edificio, 1717 Pennsylvania Avenue. El espacio de oficinas proporcionado por el gobierno para la planificación de la transición y las sesiones informativas sobre seguridad solo se les dio a Clinton y Trump, y se les negó a candidatos de terceros partidos como Gary Johnson del Partido Libertario porque la Administración de Servicios Generales consideró que no habían cumplido con los requisitos para recibir estos, que incluían recibir un apoyo lo suficientemente "significativo" en las encuestas, "como para ser considerado de manera realista entre los principales contendientes".
Clinton anunció numerosos miembros de su equipo de transición el 16 de agosto de 2016, incluido el exsecretario del Interior Ken Salazar como su presidente. Otros en el equipo de transición incluyeron: Maggie Williams, Neera Tanden, el ex Asesor de Seguridad Nacional Tom Donilon y la exgobernadora de Míchigan Jennifer Granholm. Heather Boushey se desempeñó como economista jefe del equipo de transición. Leah D. Daughtry se encargó de supervisar el departamento de personal de la transición. Según informes, Carlos Monje se uniría al esfuerzo, supervisando los equipos de revisión de la agencia. También se incorporaría Michael Linden, centrado en temas laborales. El esfuerzo de transición se centraría en Washington D. C., separado de la ubicación de la operación de la campaña de Clinton en Brooklyn, Nueva York. La campaña, según el informe, una vez consideró centrar sus esfuerzos de transición en la misma ciudad que su operación de campaña, pero finalmente decidió no hacerlo. El personal del equipo de transición en Washington D. C. fue supervisado por Ann O'Leary y Ed Meier. Cerca del final de la campaña, se informó que el equipo de transición de Clinton era significativamente más pequeño en términos de personal que el de Trump.
Se informó que el equipo de transición de Clinton estaba tratando de mantener un perfil bajo en sus operaciones, para no proyectar un exceso de confianza en una victoria de Clinton. En las últimas semanas de las elecciones, se publicó que Clinton se acercaba a una decisión final sobre los principales asesores de su posible administración, incluido a quién nombraría para servir como su Jefe de Gabinete de la Casa Blanca. También se informó que el equipo de transición ya había comenzado a examinar posibles candidatos para varios puestos en el gabinete.

## Potenciales candidatos a la Corte Suprema
Desde el comienzo de su candidatura presidencial, Clinton declaró que le gustaría nominar jueces que revocarían la decisión en Citizens United vs. FEC, un caso que permite a las corporaciones y sindicatos gastar cantidades ilimitadas de dinero en campañas políticas. Clinton también expresó su apoyo a los jueces que votarían a favor sobre el derecho al aborto, los sindicatos, la acción afirmativa, el matrimonio entre personas del mismo sexo y el Plan de Energía Limpia y el programa de Acción Diferida para Padres de Estadounidenses del presidente Obama. Clinton también declaró que buscaría un candidato que represente la diversidad del país y tenga experiencia profesional además de trabajar para grandes firmas de abogados y servir como juez.
Los posibles nominados mencionados en agosto de 2016 por el ABA Journal incluyeron a Cory Booker, Mariano-Florentino Cuéllar, Merrick Garland, Jane L. Kelly, Amy Klobuchar, Lucy H. Koh, Goodwin Liu, Patricia Millett, Jacqueline Nguyen, Sri Srinivasan y Paul J. Watford. El nombre de Barack Obama también salió a flote.

## Resultados electorales

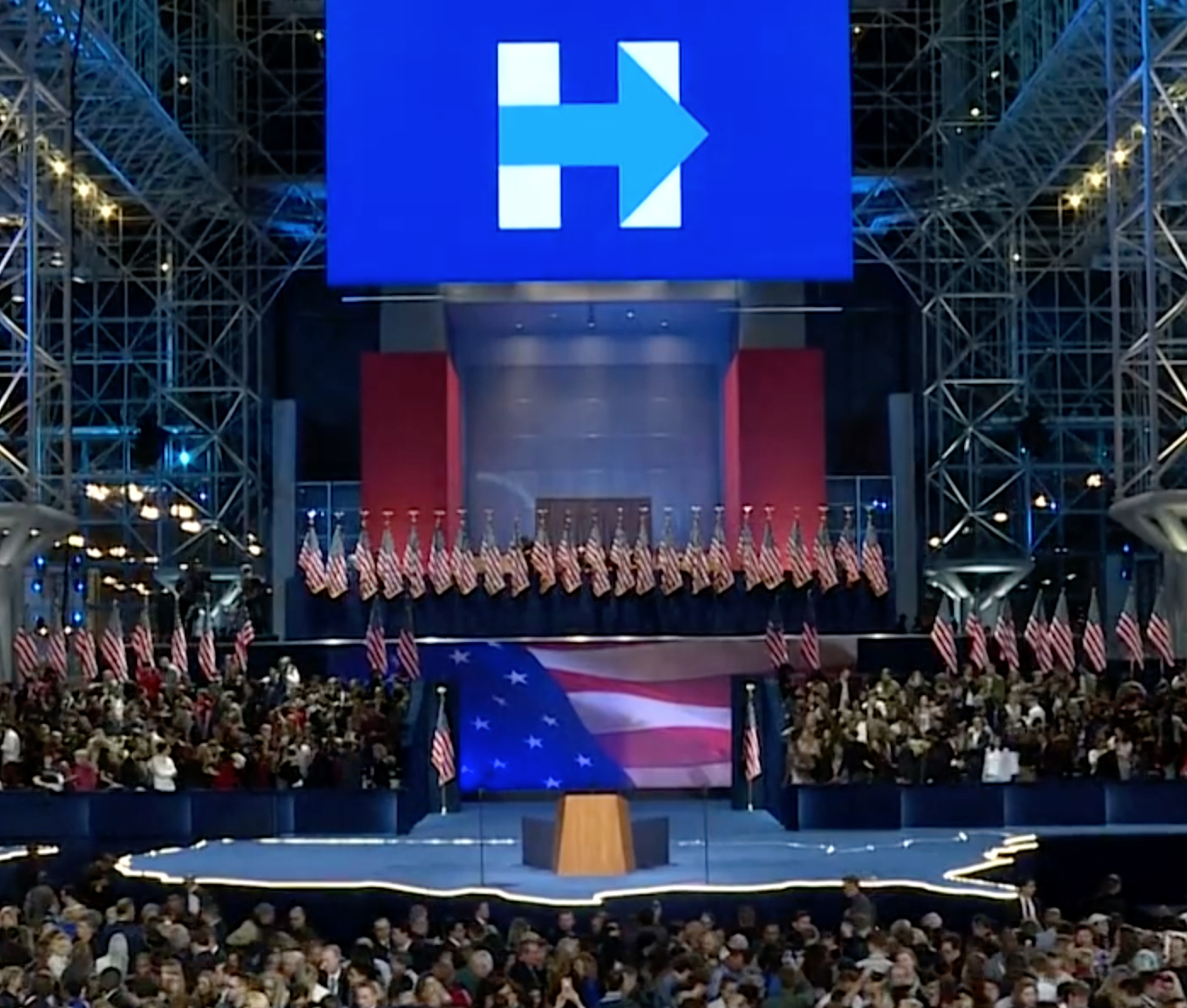
Escenario en la celebración de la noche electoral de Clinton en el Javits Center en la ciudad de Nueva York

Cartograma que muestra los resultados del Colegio Electoral de 2016. Cada cuadrado representa un elector.

La campaña de Clinton celebró su noche de elección en el Centro Javits de la ciudad de Nueva York, en un evento encabezado por oradores como Chuck Schumer, Andrew Cuomo, Bill de Blasio y Katy Perry. Al final del evento, se desplegaron cañones llenos de confeti translúcido desde el techo de cristal del Centro Javits para simbolizar el "romper el techo de cristal". La campaña inicialmente obtuvo permisos para lanzar fuegos artificiales desde una barcaza en el río Hudson, pero canceló la exhibición el 7 de noviembre.

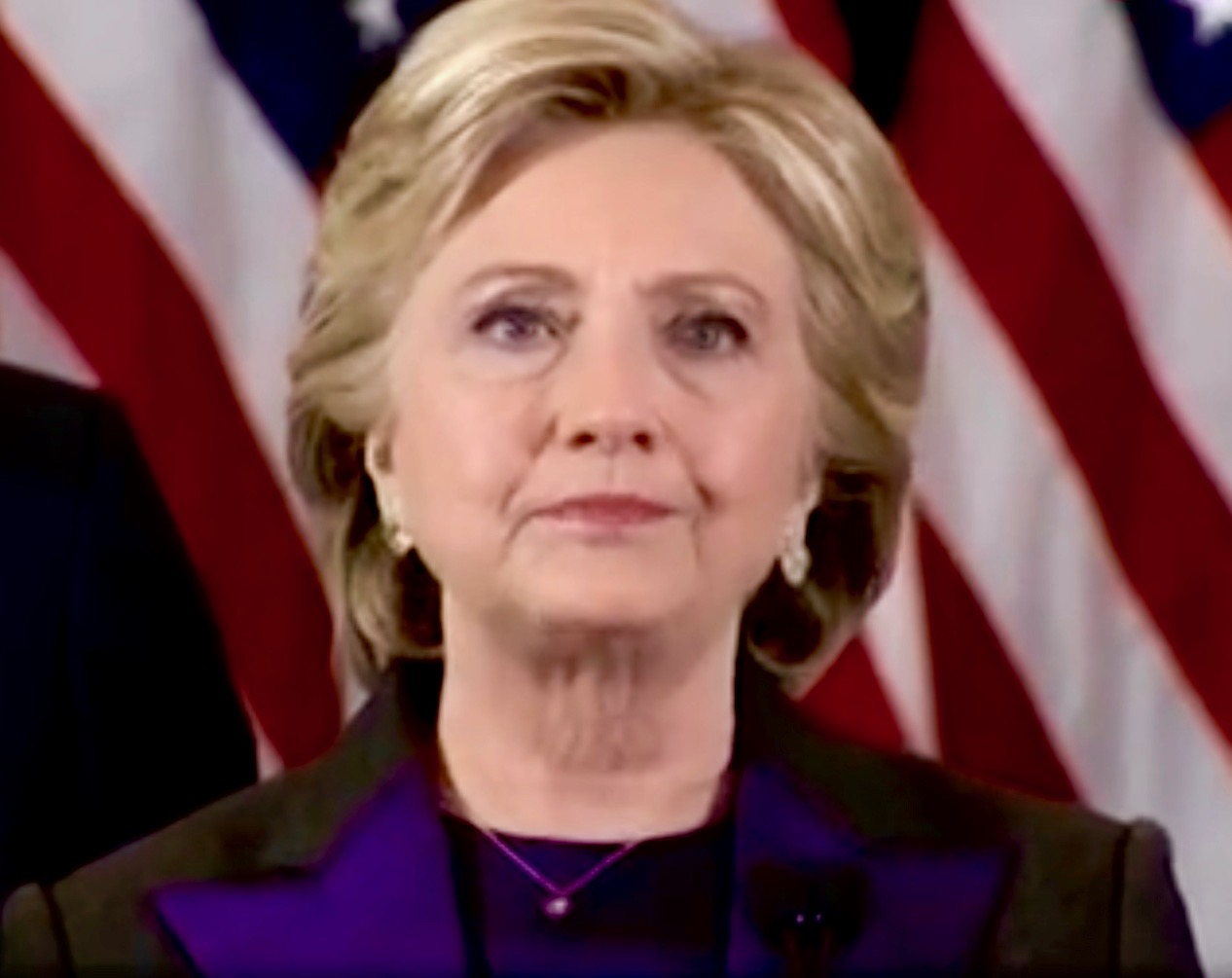
Clinton dando su discurso de aceptación de derrota.

Cuando llegaron los resultados la noche de las elecciones, el 8 de noviembre de 2016, Clinton perdió en varios estados en los que se había pronosticado que ganaría, incluidos los estados del muro azul de Míchigan, Pensilvania y Wisconsin. En la madrugada del 9 de noviembre, fuentes en medios declararon a Trump ganador de la presidencia. Clinton perdió el voto electoral y ganó el voto popular, en lo que el New York Times llamó un "resultado sorpresa" después de que las encuestas previas al día de las elecciones predijeran una victoria de Clinton.  DA pesar de su sólida actuación en las urnas a nivel nacional, y alentada por el entonces presidente Barack Obama, felicitó a Trump por la victoria en las primeras horas de la mañana del 9 de noviembre de 2016 y pronunció su discurso público de concesión a las 11:50 a. m. ET del 9 de noviembre de 2016, en el Grand Ballroom del Hotel New Yorker. El 9 de noviembre, la cuenta de Twitter de Clinton tuiteó: "A todas las niñitas que están mirando... nunca duden de que son valiosas y poderosas y que merecen todas las posibilidades y oportunidades del mundo [para perseguir y lograr sus propios sueños]", parte de su discurso de aceptación de la derrota, que se convirtió en el tuit político más retuiteado del año, el tercer tuit más retuiteado del año y el principal retuit en los Estados Unidos.
Trump recibió 304 votos del colegio electoral frente a los 227 de Clinton, con dos electores de Trump y cinco electores de Clinton votando por otra persona. En el voto popular nacional, Clinton recibió más de 2,8 millones (2,1 %) de votos que Trump. Esta es la ventaja más amplia en el voto popular para un candidato que perdió las elecciones. También convierte a Clinton en la primera mujer en ganar el voto popular en una elección para presidente de los Estados Unidos.

## Efectividad
Después de una derrota que fue ampliamente percibida como una sorpresa, críticos alegaron que el equipo de Clinton realizó una campaña ineficaz. Se han destacado varios temas. Un estudio realizado por el Wesleyan Media Project ha demostrado que los anuncios de televisión de Clinton "estuvieron casi en su totalidad vacíos de políticas". Los investigadores escribieron que "fondos publicitarios mal asignados" y "la falta de mensajes de política pública en la propaganda pueden haber dañado a Clinton lo suficiente como para haber marcado la diferencia". En Shattered: Inside Hillary Clinton's Doomed Campaign, los reporteros Jonathan Allen y Amie Parnes afirman que la campaña tuvo "poca visión o inspiración", una estrategia "ineficaz" que se centró en "la concurrencia a las urnas, no en la persuasión" y en dependencia de un "modelo analítico defectuoso", entre otras cuestiones. El politólogo Stan Greenberg declaró que Clinton se centró en "[su] base e identidad a expensas de factores de clase", que no censuró a los "intereses especiales de grandes sumas de dinero" y que su campaña se centró demasiado en la "analítica de datos", señalando que "la campaña no realizó encuestas estatales en las últimas tres semanas de las elecciones generales y se basó principalmente en la analítica de datos para proyectar la participación y el voto estatal".
A pesar de esto, los politólogos John Sides, Michael Tesler y Lynn Vavreck cuestionan las críticas de que Clinton realizó una campaña inepta, diciendo que esto es un "mito" y que hay poca evidencia que respalde las críticas. Una crítica común a la campaña de Clinton es que no hizo campaña en Wisconsin (donde Trump ganó por muy poco); sin embargo, según un estudio del politólogo Christopher J. Devine, no está "claro" a partir de la evidencia "si Clinton también habría ganado votos, o incluso ganado, en Wisconsin si hubiera hecho campaña en ese estado".